# Neoperla wui
Neoperla wui är en bäcksländeart som beskrevs av Yang, C. och Ding Yang 1990. Neoperla wui ingår i släktet Neoperla och familjen jättebäcksländor. Inga underarter finns listade i Catalogue of Life.